# Tanguy Ndombele
Tanguy Ndombele Alvaro (sinh ngày 28 tháng 12 năm 1996) là một cầu thủ bóng đá chuyên nghiệp người Pháp gốc Congo hiện đang thi đấu ở vị trí tiền vệ cho câu lạc bộ Serie A Napoli dưới dạng cho mượn từ Tottenham Hotspur và đội tuyển bóng đá quốc gia Pháp.

## Sự nghiệp cấp câu lạc bộ

### Sự nghiệp ban đầu
Ndombele được sinh ra ở Pháp với bố mẹ gốc Cộng hòa Dân chủ Congo. Khi còn nhỏ, anh chơi tại FC Épinay Athlético. Sau đó, anh chuyển tới Bretagne khi 14 tuổi để chơi cho Guingamp 3 mùa giải. Sau đó anh ký hợp đồng với SC Amiens, vừa bị xuống hạng. Anh đi thử việc ở nhiều câu lạc bộ nhưng không được chấp thuận.
Ndombele chơi 2 mùa giải cho đội trẻ của Amiens ở giải hạng 5 Pháp.

### Lyon
Vào ngày 31 tháng 8 năm 2017, Ndombele chuyển đến chơi cho Lyon theo dạng cho mượn 1 năm. Lyon cũng bảo đảm một lựa chọn ký hợp đồng vĩnh viễn với giá 8 triệu euro, cộng với 250.000 euro tiền thưởng có thể và 20% lợi nhuận kiếm được nếu anh ta chuyển từ Lyon sang một câu lạc bộ khác.
Ndombele đã ra mắt thi đấu cho đội một của Lyon trong trận thua 2-0 ở Ligue 1 trước Paris Saint-Germain vào ngày 17 tháng 9 năm 2017; anh có mặt ở đội hình xuất phát và bị thay ra ở phút 72. Vào ngày 15 tháng 2 năm 2018, Ndombele đã ghi một bàn thắng (bàn thắng đầu tiên trong sự nghiệp thi đấu cho đội một của Lyon) ở phút thứ 46 trong chiến thắng trên sân nhà 3-1 của họ trước Villarreal CF ở vòng 32 trận lượt đi ở UEFA Europa League 2017–18.

### Tottenham Hotspur
Vào ngày 2 tháng 7 năm 2019, Ndombele đã ký hợp đồng với Tottenham Hotspur trong một hợp đồng trị giá 65 triệu bảng, kéo dài 6 năm. Đây là mức phí chuyển nhượng kỷ lục của Tottenham.

## Sự nghiệp quốc tế
Vào ngày 11 tháng 10 năm 2018, Ndombele đã ra mắt đội tuyển bóng đá quốc gia Pháp khi vào sân thay thế Paul Pogba trong phút thứ 67 của trận giao hữu với Iceland tại Sân vận động Roudourou ở Guingamp, kết thúc với tỷ số hòa 2-2.

## Thống kê sự nghiệp

### Câu lạc bộ
Tính đến 7 tháng 3 năm 2020
| Câu lạc bộ          | Mùa giải            | Giải vô địch quốc gia | Giải vô địch quốc gia | Giải vô địch quốc gia | Cúp quốc gia | Cúp quốc gia | Cúp liên đoàn | Cúp liên đoàn | Châu Âu | Châu Âu | Khác | Khác | Tổng cộng | Tổng cộng |
| Câu lạc bộ          | Mùa giải            | Hạng                  | Trận                  | Bàn                   | Trận         | Bàn          | Trận          | Bàn           | Trận    | Bàn     | Trận | Bàn  | Trận      | Bàn       |
| ------------------- | ------------------- | --------------------- | --------------------- | --------------------- | ------------ | ------------ | ------------- | ------------- | ------- | ------- | ---- | ---- | --------- | --------- |
| Amiens              | 2016–17             | Ligue 2               | 30                    | 2                     | 0            | 0            | 1             | 0             | —       | —       | —    | —    | 31        | 2         |
| Amiens              | 2017–18             | Ligue 1               | 3                     | 0                     | 0            | 0            | 0             | 0             | —       | —       | —    | —    | 3         | 0         |
| Amiens              | Tổng cộng           | Tổng cộng             | 33                    | 2                     | 0            | 0            | 1             | 0             | 0       | 0       | 0    | 0    | 34        | 2         |
| Lyon                | 2017–18 (mượn)      | Ligue 1               | 32                    | 0                     | 4            | 0            | 4             | 1             | 10      | 1       | —    | —    | 50        | 2         |
| Lyon                | 2018–19             | Ligue 1               | 34                    | 1                     | 5            | 0            | 2             | 0             | 8       | 2       | —    | —    | 49        | 2         |
| Lyon                | Tổng cộng           | Tổng cộng             | 66                    | 1                     | 9            | 0            | 3             | 0             | 18      | 3       | 0    | 0    | 96        | 3         |
| Tottenham Hotspur   | 2019–20             | Premier League        | 19                    | 2                     | 2            | 0            | 0             | 0             | 6       | 0       | —    | —    | 27        | 2         |
| Tổng cộng sự nghiệp | Tổng cộng sự nghiệp | Tổng cộng sự nghiệp   | 116                   | 3                     | 11           | 0            | 4             | 0             | 24      | 4       | 0    | 0    | 156       | 7         |

### Quốc tế
| Đội tuyển quốc gia | Năm       | Số lần ra sân | Số bàn thắng |
| ------------------ | --------- | ------------- | ------------ |
| Pháp               | 2018      | 4             | 0            |
| Pháp               | 2019      | 2             | 0            |
| Pháp               | 2021      | 1             | 0            |
| Tổng cộng          | Tổng cộng | 7             | 0            |

## Danh hiệu
Tottenham Hotspur
- EFL Cup á quân: 2020–21[5]

Napoli
- Serie A: 2022–23[6]